# Insolent
Albums de RK
Rêves de gosse
(2019)
Insolent est le premier album du rappeur français RK sorti le 21 septembre 2018.

## Liste des pistes
| No  | Titre                       | Auteur | Compositeur(s)    | Durée |
| --- | --------------------------- | ------ | ----------------- | ----- |
| 1.  | On sait                     | RK     | Lil Ben           | 3:38  |
| 2.  | Bénéfice                    | RK     | Yannis Wade       | 2:55  |
| 3.  | Dans ma chambre             | RK     | Dayzer            | 3:43  |
| 4.  | Bae                         | RK     | Yannis Wade       | 2:54  |
| 5.  | Mon reuf                    | RK     | Worek             | 3:49  |
| 6.  | Moscow                      | RK     | Dayzer            | 3:42  |
| 7.  | J'me balade                 | RK     | Lil Ben, DMR Prod | 3:43  |
| 8.  | Cramé                       | RK     | Dayzer            | 2:53  |
| 9.  | Pas les mêmes               | RK     | Dayzer            | 3:21  |
| 10. | Parano                      | RK     | Mehdi Nine        | 3:47  |
| 11. | Callumejo                   | RK     | Yannis Wade       | 3:00  |
| 12. | 24 carats                   | RK     | Dayzer            | 3:31  |
| 13. | J'repars à la guerre        | RK     | Million Man       | 3:15  |
| 14. | Tierquar                    | RK     | Lil Ben           | 2:49  |
| 15. | Qui je suis                 | RK     | Lil Ben           | 4:13  |
| 16. | #DansLeTierquar (Marseille) | RK     | Skunky Beats      | 1:55  |
| 17. | #DansLeTierquar (Lyon)      | RK     | Skunky Beats      | 1:41  |
| 18. | #DansLeTierquar (Nantes)    | RK     | SpeakerBangerz    | 1:42  |

## Titres certifiés en France
- Bae  Diamant [2]
- Moscow  Or [3]
- 24 Carats  Or [4]
- Tierquar  Or [5]
- Qui je suis  Or [6]

## Clips vidéos
- Tierquar : 29 avril 2018
- 24 carats : 3 août 2018
- #DansLeTierquar (Marseille) : 22 août 2018
- #DansLeTierquar (Lyon) : 29 août 2018
- #DansLeTierquar (Nantes) : 5 septembre 2018
- Qui je suis : 17 septembre 2018
- Bae : 19 octobre 2018

## Classements et certifications

### Classements hebdomadaires
| Classement (2018)            | Meilleure position |
| ---------------------------- | ------------------ |
| France (SNEP)                | 1                  |
| Belgique (Wallonie Ultratop) | 3                  |
| Suisse (Schweizer Hitparade) | 15                 |

### Certifications
| Région                                                                                                 | Certification | Ventes/Streams |
| --- | ------------- | -------------- |
| France (SNEP)                                                                                          | Platine       | 100 000*       |
| *Ventes selon la certification ^Mise en rayon selon la certification xNon précisé par la certification |               |                |